# Liste jesidischer Flaggen
Dies ist eine Liste jesidischer Flaggen. Von den jesidischen Organisationen und Parteien werden verschiedene jesidische Flaggen verwendet.
Hier einige Beispiele:

Flagge der Hêza Parastina Êzîdxan

Flagge der Jesidischen Bewegung für Reform und Fortschritt

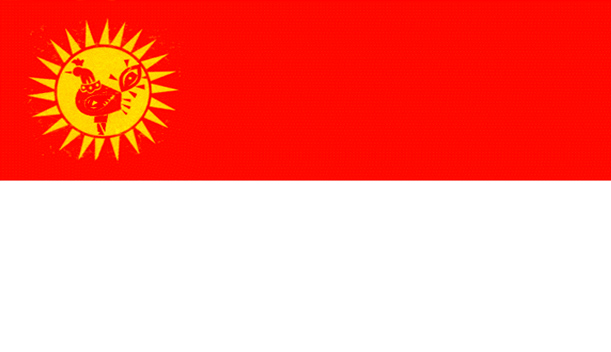
Flagge der Yezidi National Union in Armenien